# Прощицы (Слуцкий район)
Прощицы — деревня в Бокшицком сельсовете Слуцкого района Минской области Республики Беларусь.

## История
Деревня была основана до 1864 года. В 1941 году Прощицы и близлежащие населённые пункты были окупированы нацистской Германией. В 1944 году Прощицы и близлежащие населённые пункты были освобождены.
В 2012 году в деревне из-за пожара сгорело большое количество сена.

## Население
По данным переписи населения Беларуси за 2009 год население деревни Прощицы составляет 332 человека.

## География
Во времена существования Российской империи Прощицы входили в состав Слуцкого уезда Минской губернии.
В деревни 3 улицы — Зелёная, Колхозная, Молодёжная, Садовая, Луговая и Придорожная.
В деревне имеется озеро, под названием Луговое. Местонахождение Луговая улица.
Расстояние от деревни Прощицы до города Слуцка составляет 7 с половиной километра, а по трассе Слуцк — Минск 9 километров.
Расстояние от деревни Прощицы до города Минска составляет 92 километра, а по трассе Слуцк — Минск 102 километра.

## Инфраструктура
- Закрытое здание школы.
- Закрытое здание почты.
- Закрытый магазин.
- ФАП.